# Anglofonia

Em azul-escuro, países onde o inglês é a língua oficial.

Anglofonia é o conjunto de identidades culturais existentes em países falantes da língua inglesa, como África do Sul (falado por uma pequena minoria como língua materna), Canadá (exceto Quebeque), Estados Unidos da América, Reino Unido, Irlanda, Nova Zelândia e Jamaica e por diversas pessoas e comunidades em todo o mundo. Dentro dessa região linguística, localiza-se a América Anglo-Saxônica.
Compreende-se por mundo anglo-saxão, anglo-saxônico(pt-BR) ou anglo-saxónico(pt-PT?) o grupo das países anglófonos (falantes da língua inglesa) que partilham características históricas, políticas, e culturais enraizadas ou atribuídas à influência histórica do Reino Unido (RU). O mundo anglo-saxão inclui os antigos territórios coloniais e domínios do Reino Unido, onde o inglês é a língua principal.
Geralmente inclui-se Austrália, Canadá, Nova Zelândia, Reino Unido, e os Estados Unidos em um agrupamento de países desenvolvidos chamados de anglosfera central. Às vezes, o termo também inclui a Irlanda.
Conforme pode ser observado no mapa a seguir, há um contínuo dialetal de 12 países contíguos, desde o sul, passando pelo leste e nordeste da África, onde o inglês é a língua oficial e/ou uma das mais faladas. É uma continuidade de muitos países vizinhos, como existe em relação ao espanhol nas Américas e ao francês no oeste da mesma África.

## Número de falantes nativos por país

As definições de "mundo anglo-saxão" variam:
Azul-escuro - indica os países ou suas subdivisões em que o inglês é uma língua oficial e também a primeira língua de uma grande parte da população;
Azul-claro - indica outros países onde o inglês não é a primeira língua mas possui estatuto oficial.

| País              | Falantes Nativos |
| ----------------- | ---------------- |
| Estados Unidos    | 237 800 000      |
| Reino Unido       | 58 200 000       |
| Canadá            | 18 232 195       |
| Austrália         | 15 581 334       |
| Irlanda           | 4 200 000        |
| África do Sul     | 3 673 203        |
| Nova Zelândia     | 3 500 000        |
| Jamaica           | 2 600 000        |
| Singapura         | 2 000 000        |
| Trinidad e Tobago | 1 170 000        |